# Dinetia decraemerae
Dinetia decraemerae is een rondwormensoort uit de familie van de Draconematidae. De wetenschappelijke naam van de soort is voor het eerst geldig gepubliceerd in 2006 door Rho, Paik & Kim.